# Cá sấu lùn trán phẳng
Paleosuchus trigonatus là một loài cá sấu caiman lùn phân bố ở Nam Mỹ. Nó được tìm thấy trong các lưu vực sông Amazon của Bolivia, Brasil, Colombia, Ecuador, Guiana thuộc Pháp, Guyana, Peru, Suriname, và Venezuela.
Nó cũng là loài nhỏ nhất thứ hai của họ Alligatoridae, sau Paleosuchus palpebrosus. Các mẫu vật trưởng thành điển hình là khoảng 1,2-1,6 m (3,9-5,2 ft) chiều dài và cân nặng 9–20 kg (20-44 lb). Đặc biệt con đực lớn có thể đạt được chiều dài 2,3 m (7,5 ft) và trọng lượng 36 kg (79 lb).

## Hình ảnh

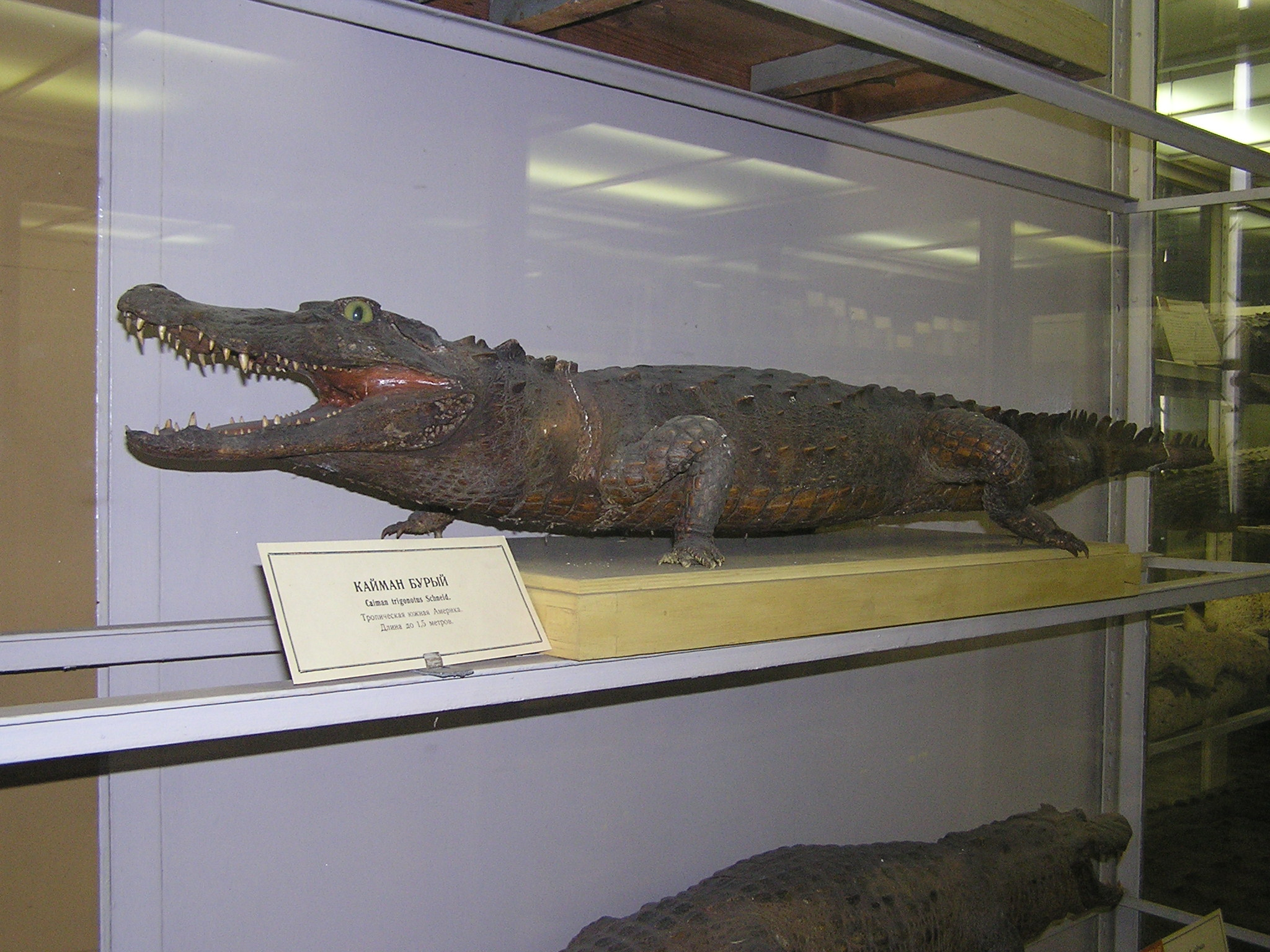
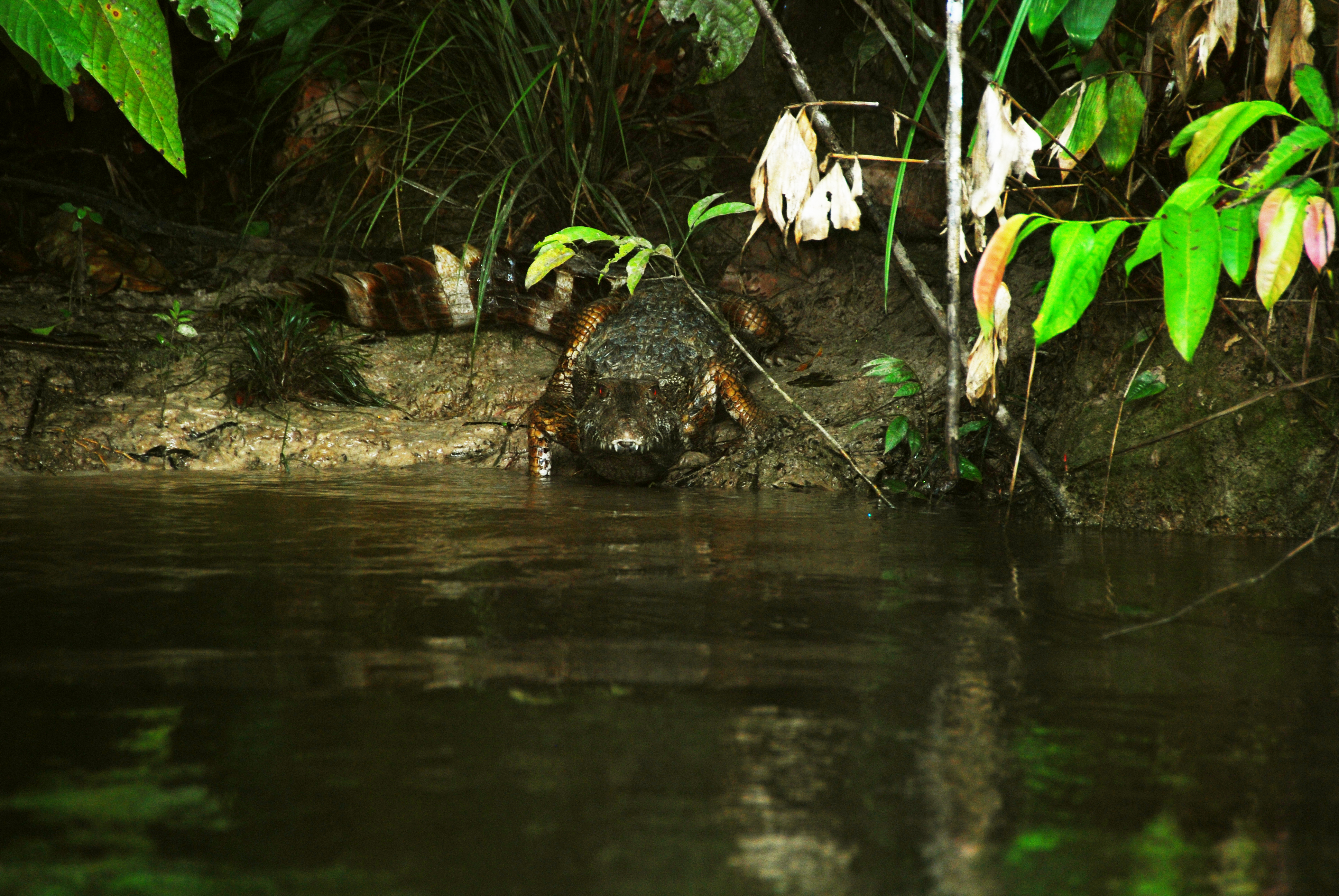
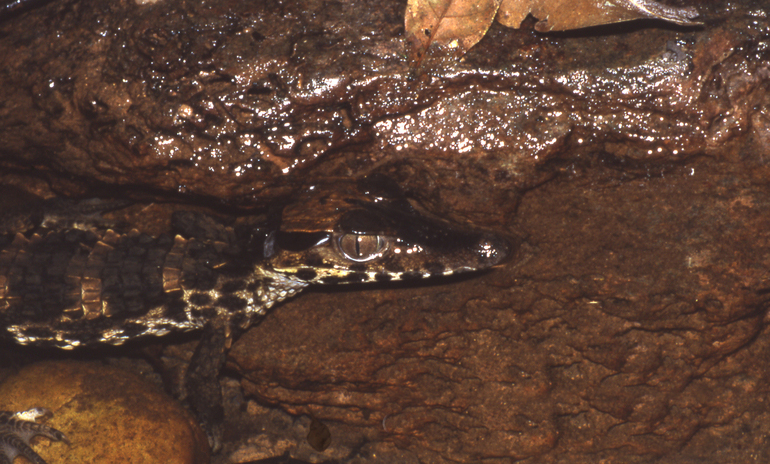
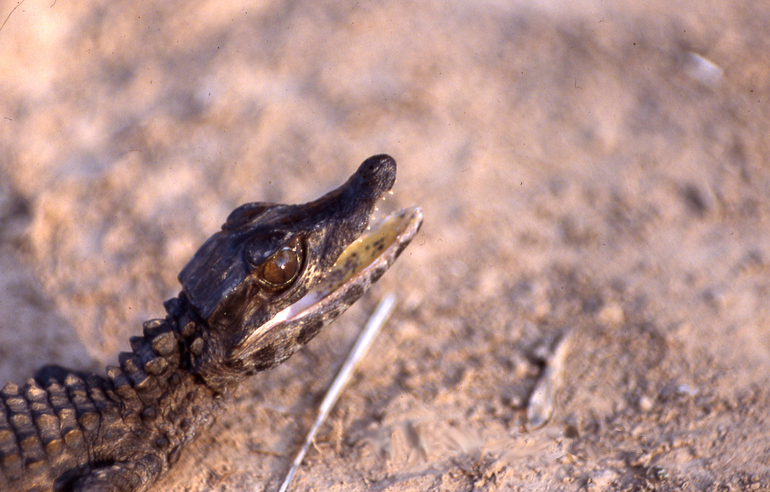